# هامفری گیلبرت
سر هامفری گیلبرت (Sir Humphrey Gilbert) (زادهٔ حدود سال ۱۵۳۹ – درگذشتهٔ ۹ سپتامبر ۱۵۸۳)، ماجراجو، کاوشگر، عضو پارلمان و سربازی انگلیسی بود که در دوران سلطنت ملکه الیزابت اول خدمت کرد و از پیشگامان امپراتوری استعماری انگلیس در آمریکای شمالی و مزارع ایرلند بود. او هم‌نیا سر والتر رالی و خویشاوند سر ریچارد گرنویل بود.

## زندگی‌نامه

### اوایل زندگی
گیلبرت پنجمین پسر اوتو گیلبرت از قصر کامپتون، عمارت گرینوی در نزدیکی دهکدهٔ گالمتون واقع در شهرستان دوون، از همسرش کاترین چمپرنوون بود. برادرانش سر جان گیلبرت و آدریان گیلبرت و برادران ناتنی‌اش، کارو رالی و سر والتر رالی نیز در دوران سلطنت ملکه الیزابت اول و پادشاه جیمز ششم و اول، افرادی مهم و سرشناس بودند. کاترین چمپرنوون خواهرزادهٔ کت اشلی، معلم سرخانهٔ الیزابت اول بود که خویشاوندان جوان خود را به دربار معرفی کرد. دایی گیلبرت، سر آرتور چمپرنوون، او را درگیر مزارع ایرلند میان سال‌های ۱۵۶۶ و ۱۵۷۲ کرد. مربی گیلبرت سر هنری سیدنی بود. گیلبرت در کالج ایتن و دانشگاه آکسفورد تحصیل کرد و در آنجا زبان‌های فرانسوی، اسپانیایی و علوم نظامی و ناوبری را فراگرفت. او حدود سال‌های ۱۵۶۰–۱۵۶۱ در ساختمان دادگستری در لندن اقامت داشت.
شعارهای لاتین گیلبرت، Quid Non (چرا که نه؟) و Mutare vel Timere Sperno (من تغییر یا ترس را مذمت می‌کنم) حاکی از نگرش فکری او هستند.
گیلبرت در محاصرهٔ نیوهون در آور-دو-گریس (لو آور)، نرماندی، جاییکه در ژوئن ۱۵۶۳ مجروح شد، حضور داشت. تا ژوئیهٔ ۱۵۶۶، گیلبرت تحت فرماندهی سر هنری سیدنی (در آن زمان، نمایندهٔ پادشاه در ایرلند بود) علیه شین اونیل در ایرلند خدمت می‌کرد، اما در اواخر آن سال به همراه گزارش‌هایی برای ملکه به انگلستان فرستاده شد. (به مزارع ایرلند و فتح ایرلند توسط تودور مراجعه کنید). در آن زمان او از این فرصت استفاده نموده و مقالهٔ گفتاری از یک اکتشاف برای گذرگاهی جدید به کاتایا (کشور چین) (که به صورت بازنگری شده در سال ۱۵۷۶ منتشر شد) را به ملکه ارائه کرد که به موضوع کاوش گذرگاه شمال غربی از آمریکا تا چین می‌پرداخت.
گیلبرت این‌گونه توصیف شده‌است که «قد و قامتی رعنا و شخصیتی تندخو داشت.» برخی از هم‌عصرانش گمان می‌کردند که او تمایلات جنسی منحرفی دارد.

### حرفهٔ نظامی در ایرلند
پس از ترور شین اونیل در سال ۱۵۶۷، گیلبرت فرماندار اولستر و عضو پارلمان ایرلند شد. تقریباً در این زمان، او از ویلیام سیسیل، مباشر ملکه الیزابت، تقاضا کرد تا با استناد به «به خاطر بهبود چشمانم» به انگلستان فراخوانده شود، هرچند، کارها و اهدافش در ایرلند، به ویژه در استان جنوبی مونستر همچنان ناتمام مانده بود. در آوریل ۱۵۶۹، او پیشنهاد برقراری شورا در این استان و ایدهٔ سکونتگاهی بزرگ در اطراف بالتیمور (در قسمت جنوب غربی شهرستان کورک کنونی) را داد که توسط شورای دوبلین تأیید شد. در همان زمان، او با سیدنی و سر توماس اسمیت، وزیر امور خارجه، درگیر برنامه‌ریزی برای تشکیلات اقتصادی اولستر، شهرکی بزرگ در شرق استان شمالی اولستر، به کمک نجیب‌زادگان دوونشایر شد.
یک ماه پس از بازگشت گیلبرت به انگلستان، فیتزموریس شهر کیلمالک را با ۱۲۰ سرباز پس گرفت، سربازان درون پادگان را شکست داد و شهر را به مدت سه روز غارت و آنجا را به «امان گرگ‌ها» رها کرد. سه سال بعد فیتزموریس تسلیم شد.

### عضو پارلمان و ماجراجو
در سال ۱۵۷۰، گیلبرت به انگلستان بازگشت و در آنجا با آن آگر، دختر جان آگر (معروف به اوچر) از اوتردن ازدواج کرد. آنها صاحب شش پسر و یک دختر شدند. در سال ۱۵۷۱، او به عنوان نمایندهٔ پارلمان پلیموث، دوون و در سال ۱۵۷۲، به عنوان نمایندهٔ پارلمان کوئین‌بورو به عضویت پارلمان انگلستان درآمد.

### نیوفاندلند و وفات
با رسیدن به بندر سنت جان، گیلبرت توسط ناوگان ماهی‌گیری تحت سازمان ناو سرفرماندهی (کشتی انگلیسی) به دلیل دزدی دریایی که در سال ۱۵۸۲ توسط یکی از فرماندهان گیلبرت علیه کشتی پرتغالی صورت گرفته بود، محاصره شد. گیلبرت پس از غلبه بر این شرایط، در مراسمی رسمی، سند واگذاری اراضی خالصهٔ خود را نشان داد و مالکیت نیوفاندلند (شامل ۲۰۰ فرسخ اراضی به سمت شمال و جنوب) را برای پادشاهی انگلستان در ۵ اوت ۱۵۸۳ در اختیار گرفت.
در عرض چند هفته، ناوگان او به دلیل کمبود تجهیزات و مایحتاج، بدون هیچ تلاشی برای تشکیل مستعمره، عازم شد. در طی سفر بازگشت، گیلبرت اصرار داشت که سوار بر کشتی مورد علاقه و قدیمی خود، اچ‌ام‌اس اسکوئرل شود.
در ۹ سپتامبر، کشتی اچ‌ام‌اس اسکوئرل تاغرق شدن پیش رفت اما نجات یافت. علی‌رغم اصرار دیگران که می‌خواستند، گیلبرت به کشتی بزرگتری برود، او از جای خود تکان نخورد و او را دیدند که در عقب کشتی خود نشسته و کتاب می‌خواند.
زمانی که کشتی گلدن هایند آنقدر نزدیک شد که در محدودهٔ شنوایی قرار گرفت، خدمه صدای گیلبرت را شنیدند که بارها فریاد زد: «ما در دریا به بهشت نزدیک‌ترهستیم تا در خشکی!» و در همان حال، دست‌های خود را به سمت آسمان بلند کرده بود تا منظورش را نشان دهد. در نیمه شب، چراغ‌های کشتی خاموش شد و دیده‌بان کشتی گلدن هایند فریاد زد: «ژنرال غرق شد». تمام کشتی اچ‌ام‌اس اسکوئرل غرق و توسط دریا بلعیده شد.
بر حسب اتفاق، خویشاوند دور گیلبرت، ریچارد گرنویل نیز در سواحل جزایر آزور از دنیا رفت.

## میراث
گیلبرت بخشی از نسل برجستهٔ مردان دوونشایر بود که نقش‌های ماجراجو، نویسنده، سرباز و دریانورد را با هم ترکیب کردند. آلفرد لزلی روس دربارهٔ او نوشته‌است:
یک نمونهٔ روان‌شناختی جالب، با علائم شخصیتی پریشان‌حال که اغلب با مردان برجسته همراه است و به هیچ وجه شامل دیدگاه ویکتوریایی فروید از دریانورد سادهٔ دورهٔ ملکه الیزابت نمی‌شود. او فردی پرشور و عجول بود، طبیعتی متمایل به خشونت و بی‌رحمی داشت – همان‌طور که در سرکوب وحشیانهٔ شورشیان در ایرلند نشان داد - اما همچنین روشن‌فکر و بلندپرواز بود و ذهنی جستجوگر و خلاق با جاذبهٔ شخصی داشت. دیگران هم مجذوب و هم از او بیزار بودند و از او پیروی می‌کردند، اما در عین حال به او بدگمان نیز بودند.
گیلبرت برای ابتکار، خلاقیتش و شاید حتی موفقیت‌هایش فردی برجسته و سرشناس بود و نقش و تأثیری مهم در مستعمره‌سازی اولستر و مونستر، ایرلند داشت که به اجبار توسط انگلیسی‌ها مستعمره شدند و در نهایت در ماجراجویی در آمریکا خوش درخشید. رسالت تصاحب فاندلند جدید توسط او در نهایت در سال ۱۶۱۰ محقق شد. مهم‌تر از همه، صدور اجازه نامهٔ سلطنتی به رالی در ۱۵۸۴ بود که تا حدی مبتنی بر اجازه نامهٔ پیشین گیلبرت بود؛ با این حمایت، او سفر اکتشافی روانوک را انجام داد که اولین تلاش مستمر پادشاهی انگلستان برای ایجاد مستعمرات در آمریکای شمالی بود.
- گیلبرت پدر رالی گیلبرت بود که قرار بود دومین فرماندهٔ مستعمرهٔ نافرجام پوفام در مِین شود. یکی از بستگان دورش، معمار چارلز پیرپونت هنری گیلبرت بود.
- جان دیویس، گیلبرت‌ساند در نزدیکی گرینلند را به نام او نام‌گذاری کرد.
- در دانشگاه مموریال فاندلند جدید، دادگاهی از ساختمان‌های برتون پاند، به افتخار او «دادگاه گیلبرت» نام دارد.

## کتابشناسی
- Payne, Edward John. (1893, 1900). Voyages of the Elizabethan Seamen to America. 1, 2.
- Ronald, Susan. (2007). The Pirate Queen: Queen Elizabeth I, her Pirate Adventurers, and the Dawn of Empire. Harper Collins: New York. ISBN 0060820667.
- Quinn, David B. (1966). The Elizabethans and the Irish. Folger Shakespeare.